# Johann Casimir, Duce de Saxa-Coburg
Johann Casimir (germană Johann Kasimir; 12 iunie 1564 – 16 iulie 1633) a fost Duce de Saxa-Coburg. El a fost descendent al ramurei ernestine a Casei de Wettin.

## Tinerețe
Johann Casimir s-a născut la Castelul Grimmenstein din Gotha la 12 iunie 1564. A fost al doilea fiu din cei trei ai Ducelui Johann Friedrich al II-lea de Saxonia și a soției acestuia,  Elisabeta de Simmern-Sponheim. Din cauza sancțiunii Sfântului Imperiu Roman împotriva Gothei (Reichsexekution), tatăl său a pierdut la 15 aprilie 1567 dominioanele sale și libertatea. Johann Casimir  a locuit cu frații săi Frederic Henric (care a murit în 1572 la vârsta de 11 ani) și Johann Ernest și cu mama lor, prima dată la Eisenach, apoi la curtea unchiului său Johann Wilhelm la Weimar și în cele din urmă la Eisenberg, Thuringia. 
În 1570 Dieta de la Speyer a restaurat fraților drepturile și privilegiile de la tatăl lor. Doi ani mai târziu, în vara anului 1572, mama lor s-a mutat în Austria pentru a se alătura soțului ei în captivitate. Câteva luni mai târziu, la 6 noiembrie 1572, cei doi fii ai ei au primit principatul de Saxa-Coburg-Eisenach. Principatul consta în zona de sud și de vest a Thuringiei, inclusiv orașele Eisenach, Gotha și Hildburghausen. Johann Casimir și fratele său s-au mutat la Coburg la 5 decembrie 1572.
Între 1578 și 1581 Johann Casimir a studiat la Universitatea din Leipzig. La 6 mai 1584 el s-a logodit, fără consimțământul tatălui ei, cu Anna de Saxonia, fiica lui Augustus de Saxonia, cu care s-a căsătorit la 16 ianuarie 1586 la Dresda. Numai după moartea Electorului Augustus de Saxonia la 11 februarie 1586, Ducele Johann Casimir la vârsta de 22 de ani a putut prelua, împreună cu fratele său, guvernarea principatului.

## Domnie

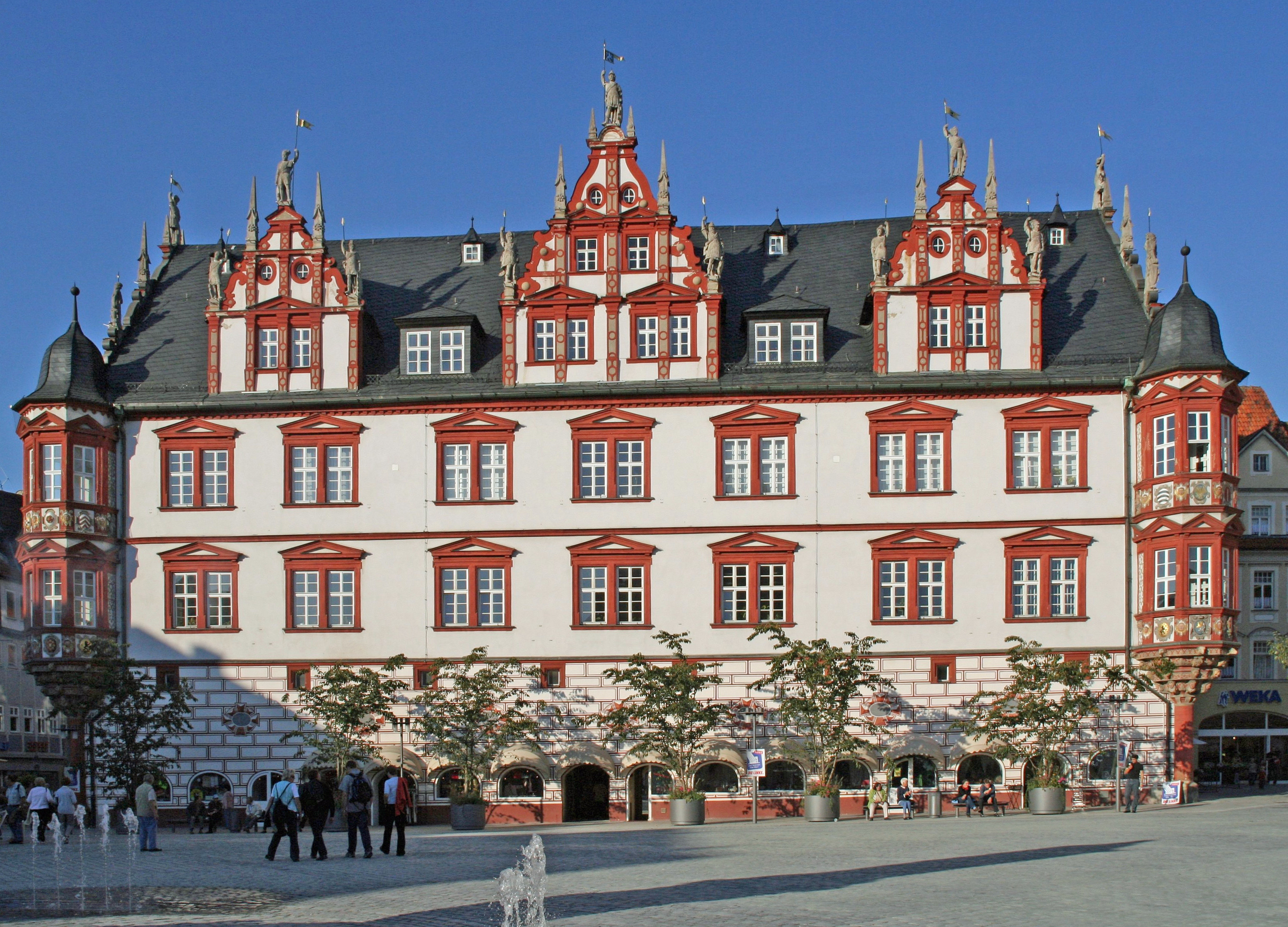
Clădirea guvernului, astăzi Stadthaus (primăria).

În 1596 frații au divizat principatul în două. Johann Ernest a primit principatul de Saxa-Eisenach și Casimir a continuat să domnească singur în Coburg. Dominioanele sale erau compuse din districtele Coburg  cu subdiviziunile Lauter, Rodach și Gestungshausen bei Sonnefeld, Heldburg cu subdiviziunea Hildburghausen, Römhild, Eisfeld, Schalkau, Sonneberg, Neustadt, Neuhaus, Mönchröden și Sonnefeld.
Sub Johann Casimir, orașul reședinței sale, Coburg, a cunoscut o viață culturală intensă și au început o serie de construcții moderne. Schloss Ehrenburg a fost reconstruit în stil renascentist. Fostul Schloss Callenberg a fost extins într-o magnifică cabană de vânătoare; capela sa a fost sfințită în 1618 ca primul sanctuar protestant din Coburg. Veste Coburg a fost transformat în Cetatea Ducală și arsenalul precum și clădirile guvernamentale au fost reconstruite.  Corul Bisericii Sf. Moriz fost înzestrat de către Johann Casimir în 1598, în onoarea părinții săi, cu una dintre cele mai frumoase epitafurile renascentiste din Germania - un monument alabastru înalt de 12 metri bogat sculptat. În plus, el a fondat Gimnaziul Casimirianum, a extins castelul familiei pentru a include moștenirea lui de colecții de cărți și l-a angajat în 1603 pe compozitor Melchior Franck ca Hofkapellmeister. 
În timpul domniei sale, procesele de vrăjitoare și arderile au atins apogeul. El a permis continuarea a 178 procese de vrăjitoare. În 1593 Ducele Johann Casimir a divorțat de prima sa soție pentru adulter și a ținut-o captivă la Veste până la moartea ei. În 1599 s-a căsătorit cu Margaret, fiica Ducelui Wilhelm de Brunswick-Lüneburg. Johann a murit la  Coburg la 15 iulie 1633, la vârsta de 69 de ani. Pentru că nu a avut copii, moștenirea sa a revenit fratelui său, Johann Ernst de Saxa-Eisenach.